# Lewisia pygmaea
Lewisia pygmaea är en källörtsväxtart som först beskrevs av Samuel Frederick Gray, och fick sitt nu gällande namn av B.L. Robins. Lewisia pygmaea ingår i släktet Lewisia och familjen källörtsväxter. Utöver nominatformen finns också underarten L. p. sierrae.

## Bildgalleri

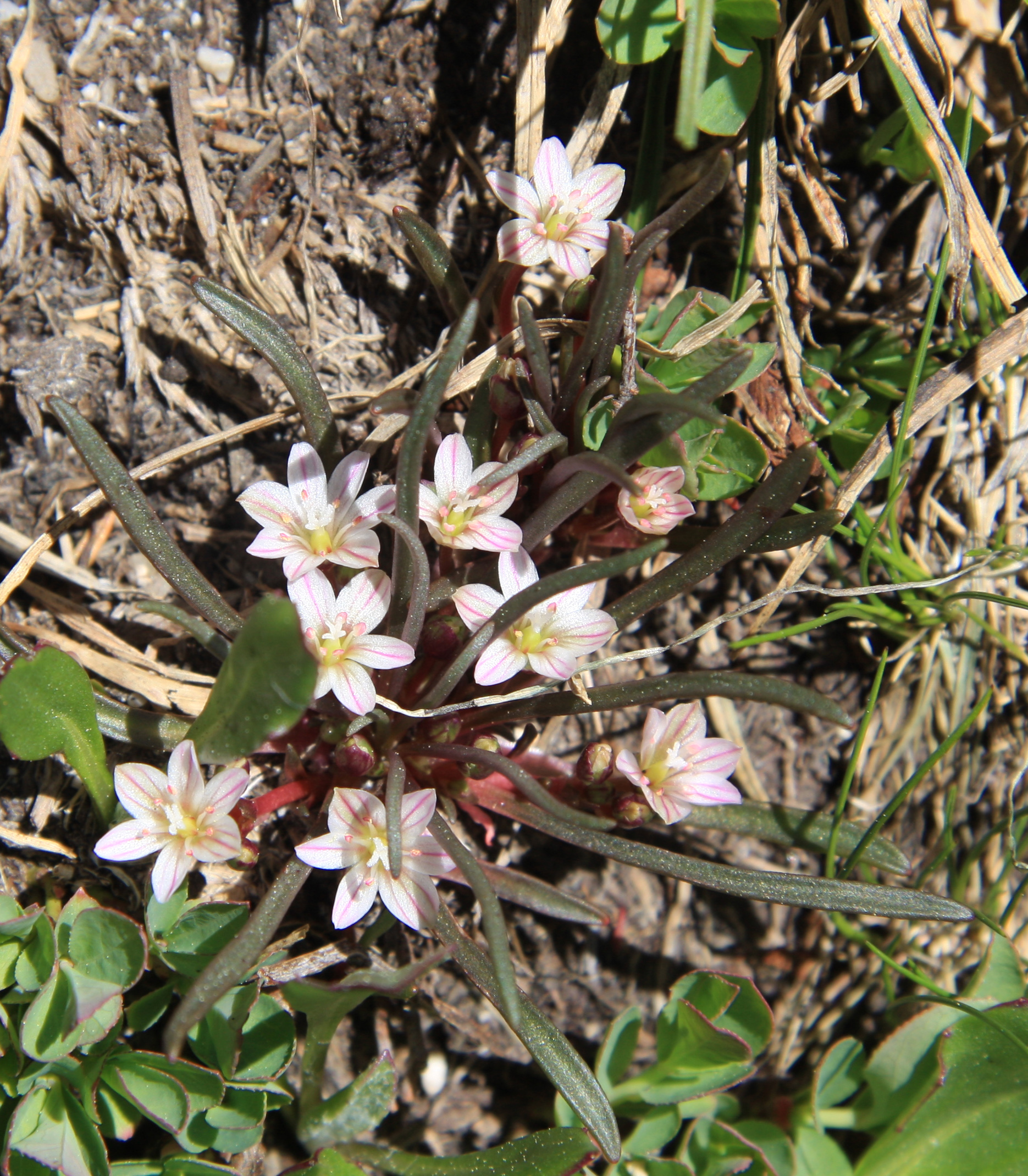
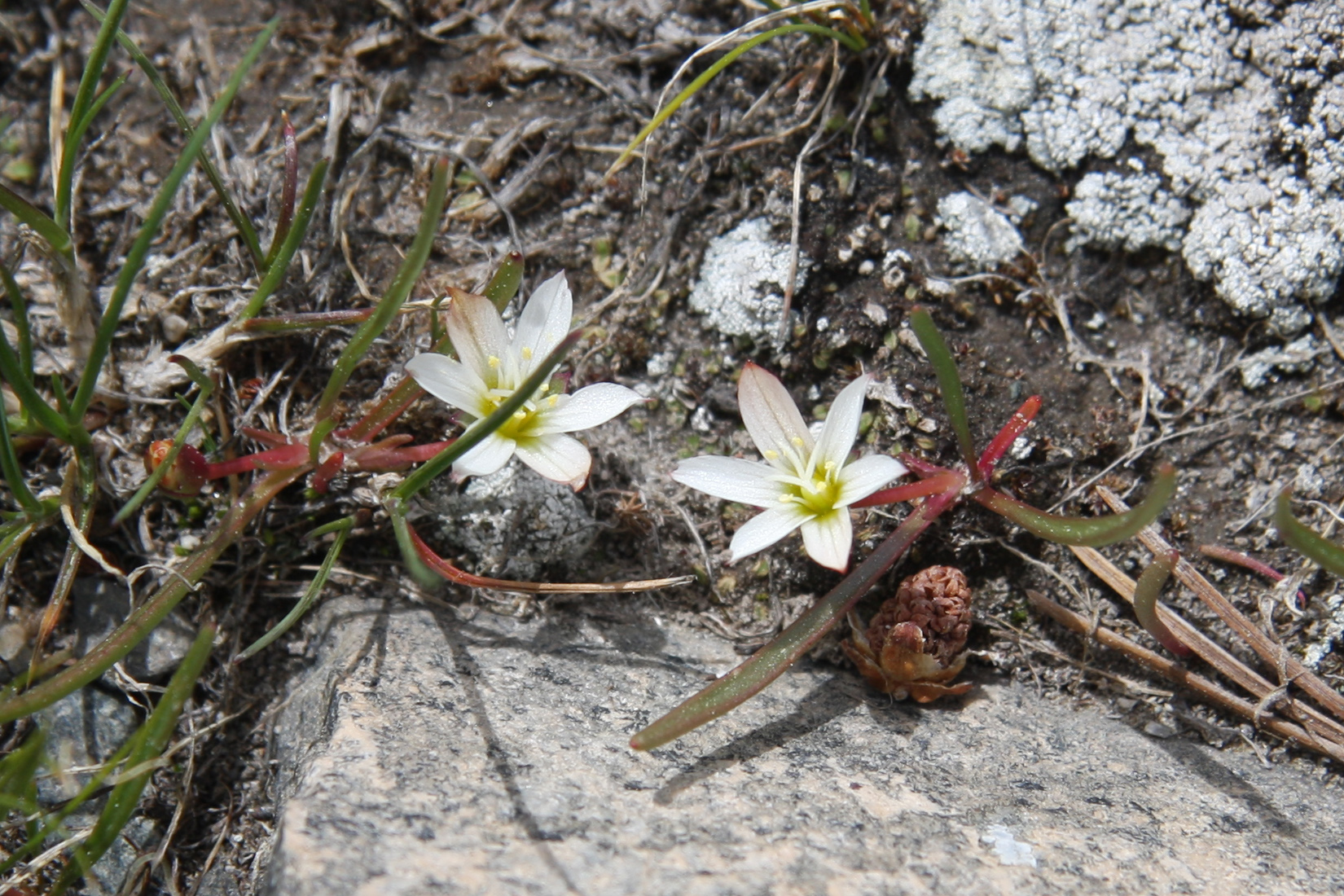
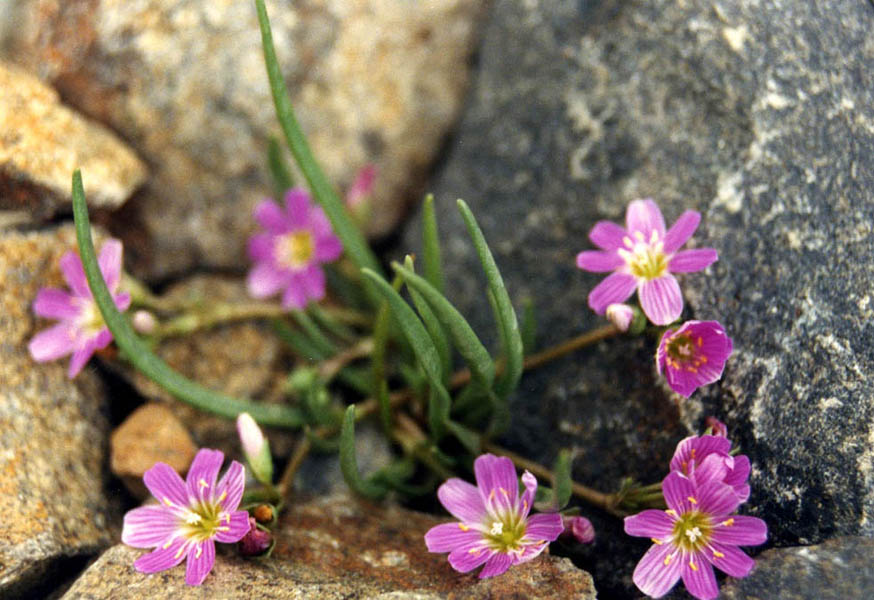